# Фонтанеле
Фонтанеле (итал. Fontanelle) је насеље у Италији у округу Тревизо, региону Венето.
Према процени из 2011. у насељу је живело 1835 становника. Насеље се налази на надморској висини од 14 м.

## Становништво
Према резултатима пописа становништва 2011. у општини је живело 5.804 становника.
| 1951. | 1961. | 1971. | 1981. | 1991. | 2001. | 2011. |
| ----- | ----- | ----- | ----- | ----- | ----- | ----- |
| 6.176 | 4.773 | 4.521 | 4.852 | 5.080 | 5.471 | 5.804 |